# Athlitiko Somateio Olympiakos Lefkosias
Olympiakos Nicósia (em grego, Ολυμπιακός Λευκωσίας - transliterado: Olympiakos Lefkosias) é uma agremiação esportiva do Chipre. Sua sede fica na cidade de Nicósia, capital do país.
Manda as suas partidas no Neo GSP Stadium, com capacidade para 23.400 torcedores. Suas cores são preto e verde.

## Elenco
Nota: Bandeiras indicam equipe nacional, conforme definido pelas regras de elegibilidade da FIFA. Os jogadores podem ter mais de uma nacionalidade não-FIFA.
| N.º |        | Posição | Jogador                    |
| --- | ------ | ------- | -------------------------- |
| 6   | Chipre | M       | Kyriacos Polykarpou        |
| 11  | Chipre | D       | Nikolas Nicolaou (Capitão) |

| N.º |         | Posição | Jogador   |
| --- | ------- | ------- | --------- |
| 24  | Espanha | D       | Pablo Amo |

## Equipe de reservas
Nota: Bandeiras indicam equipe nacional, conforme definido pelas regras de elegibilidade da FIFA. Os jogadores podem ter mais de uma nacionalidade não-FIFA.
| N.º |        | Posição | Jogador             |
| --- | ------ | ------- | ------------------- |
| 4   | Chipre |         | Aggelos Pouyioukkas |